# دوري ميانمار الوطني 2012
دوري ميانمار الوطني 2012 هو الموسم 5 من دوري ميانمار الوطني. أقيم خلال الفترة 7 يناير 2012 وحتى 6 أغسطس 2012، وأشرف على تنظيمه الاتحاد الآسيوي لكرة القدم، وكان عدد الأندية المشاركة فيه 14، وفاز فيه نادي يانغون يونايتد.